# Wspólnota administracyjna Nürtingen
Wspólnota administracyjna Nürtingen – wspólnota administracyjna (niem. Vereinbarte Verwaltungsgemeinschaft) w Niemczech, w kraju związkowym Badenia-Wirtembergia, w rejencji Stuttgart, w regionie Stuttgart, w powiecie Esslingen. Siedziba wspólnoty znajduje się w mieście Nürtingen, przewodniczącym jej jest Otmar Heirich.
Wspólnota administracyjna zrzesza jedno miasto i pięć gmin wiejskich:
- Frickenhausen, 8 760 mieszkańców, 11,35 km²
- Großbettlingen, 4 181 mieszkańców, 4,23 km²
- Nürtingen, miasto, 40 364 mieszkańców, 46,90 km²
- Oberboihingen, 5 387 mieszkańców, 6,31 km²
- Unterensingen, 4 577 mieszkańców, 7,56 km²
- Wolfschlugen, 6 309 mieszkańców, 7,12 km²